# Kozmické ptačí louky

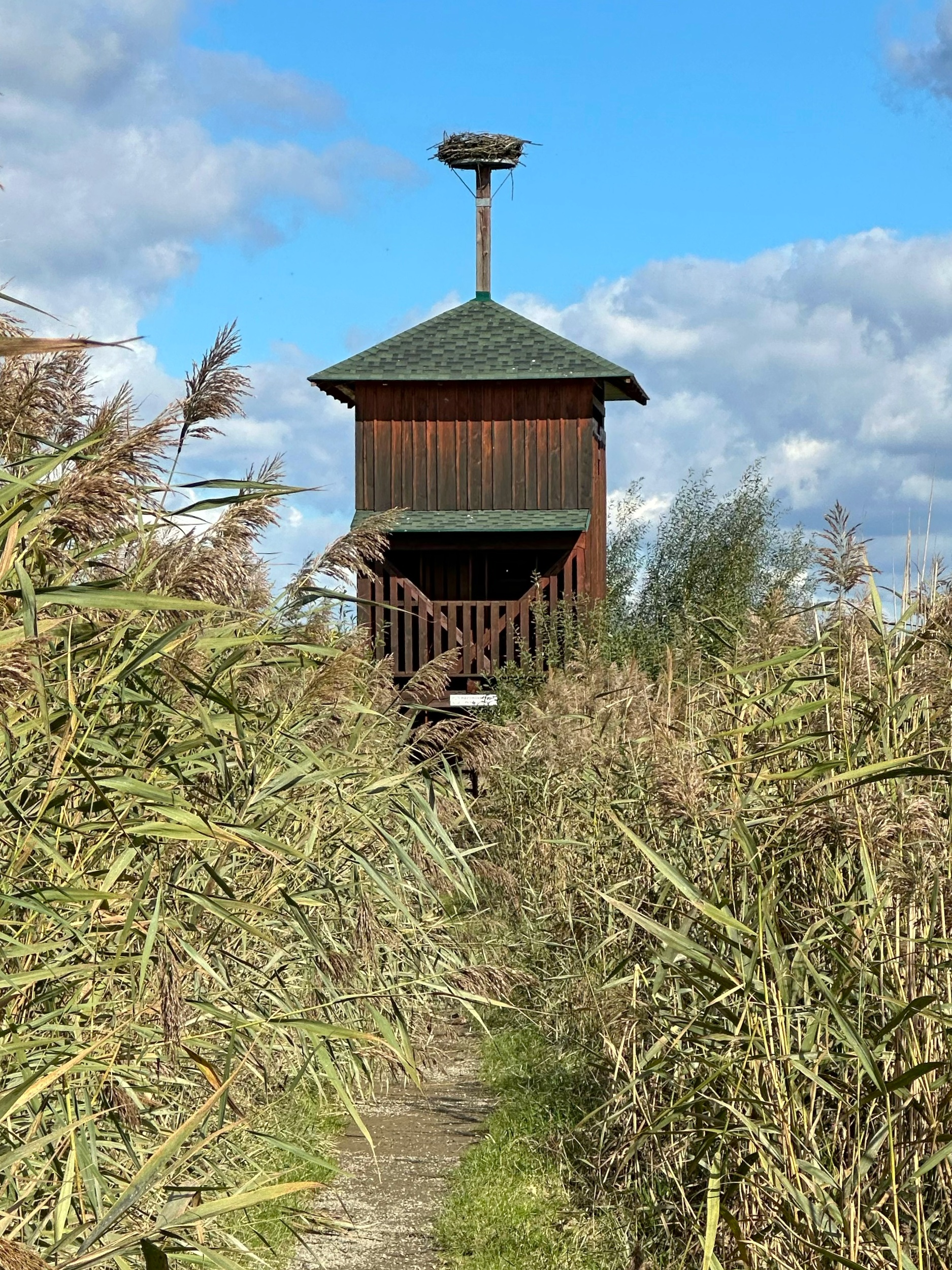
Ptačí pozorovatelna Petra Čolase

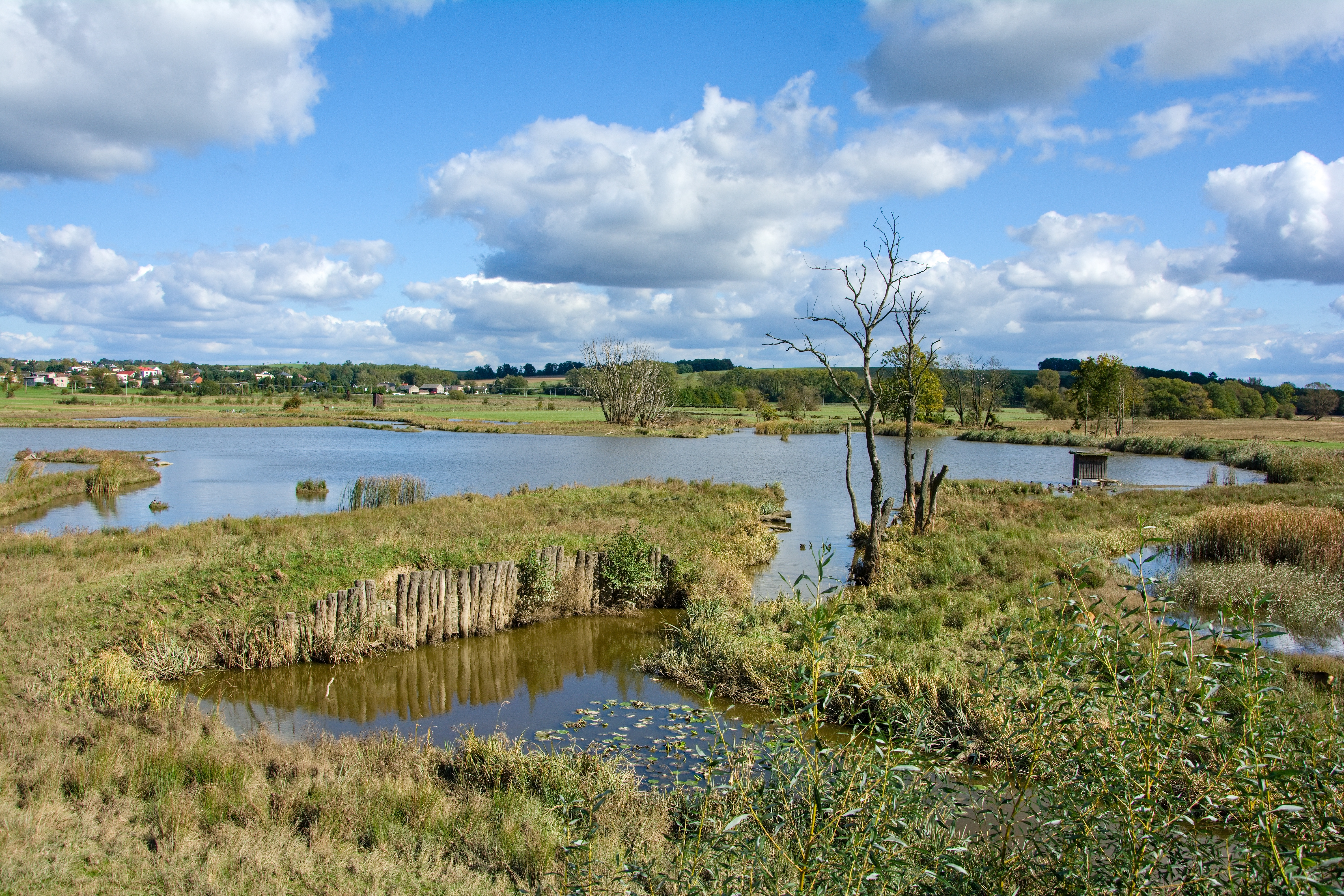
Pohled na Kozmické ptačí louky z pozorovatelny Petra Čolase

Kozmické ptačí louky se nacházejí u obce Kozmice v okrese Opava v Moravskoslezském kraji. Kozmické ptačí louky jsou úspěšně revitalizovaným a biologicky cenným územím ucelenějších nivních psárkových a ostřicových luk v povodí řeky Opavy v nadmořské výšce 219 až 220 m. Tímto projektem byla příroda obohacena o nová území, respektive přírodě byly navráceny dříve znehodnocené plochy. Lokalita se stala důležitým hnízdištěm a zastávkou tahů ptáků. Lokalita umožňuje celoroční pozorování ptáků i krajiny z ptačí pozorovatelny vysoké 7 m, na které je umístěno čapí hnízdo. V místě jsou také umístěny informační panely a na lukách se pasou divocí koně.

## Někteří ptáci pozorovaní v lokalitě
- čejka chocholatá (Vanellus vanellus)
- vodouš rudonohý (Tringa totanus)
- bekasína otavní (Gallinago gallinago).
- jeřáb popelavý (Grus grus)
- orel mořský (Haliaeetus albicilla)
- čáp černý (Ciconia nigra)
- ledňáček říční (Alcedo atthis)
- čírka obecná (Anas crecca)
- čírka modrá (Anas querquedula)
- moudivláček lužní (Remiz pendulinus),
- husa velká (Anser anser)
- kachna divoká (Anas platyrhynshos)
- lyska černá (Fulica atra)

## Rostliny a hmyz
Na lukách a ve vodě se vyskytuje velký počet rostlin, hmyzu, obojživelníků a ryb. Např. kohoutek luční (Lychnis flos-cuculi), piskoř pruhovaný (Misgurnus fossilis), modrásek bahenní (Maculinea nausithous) aj.

## Historie a další cíle
V minulosti bývaly v místě mokřady a meandry potoka, které byly později v období socialismu nahrazeny zavážením a meliorovanými poli. V letech 2006 až 2011 lokalitu získala firma SEMIX a po konzultacích s domácími i zahraničními odborníky následně vznikly revitalizační projekty. Ty byly realizovány za finanční podpory společnosti SEMIX a operačních programů Ministerstva životního prostředí ČR.
Od listopadu 2019 se zde začali pást divocí koně z Exmooru, kteří svou činností napomáhají přirozenému „koloběhu“ lokality. 
Konečným cílem je vytvořit pro lidi a zvířata atraktivní biologicky cennou oblast nadregionálního významu.
